# Nature Reviews Drug Discovery
Nature Reviews Drug Discovery (abrégé en Nat. Rev. Drug Discov.) est une revue scientifique à comité de lecture qui publie des articles de revue spécialisés dans tous les aspects de la recherche concernant la découverte et le développement des médicaments.
D'après le Journal Citation Reports, le facteur d'impact de ce journal était de 41,908 en 2014. Actuellement, le directeur de publication est Peter Kirkpatrick.